# Joan Lommen
Joan Lommen (Tegelen, 1958) is een Nederlands journalist en tijdschriftredacteur. Ze is vooral bekend door haar veertigjarige loopbaan bij het weekblad Donald Duck, waarvan ze van 2016 tot 2021 hoofdredacteur was (vanaf 1990 was ze er al adjunct-hoofdredacteur). Lommen speelde daarnaast een belangrijke rol bij de modernisering van andere jeugdbladen, zoals Tina, Zo Zit Dat en Fashionista. Tijdens haar hoofdredacteurschap zette zij zich in voor modernisering, diversiteit en het behoud van de Nederlandse taal.

## Biografie
Lommen begon in 1976 met haar studie aan de lerarenopleiding Ubbo Emmius in Leeuwarden, waar zij Nederlands en aardrijkskunde studeerde. Na afronding van haar opleiding trad zij in 1981 in dienst bij de redactie van Donald Duck.

### Donald Duck
Joan Lommen begon in 1981 als leerling-redacteur bij Donald Duck. Haar werkzaamheden bestonden aanvankelijk uit het redigeren en vertalen van Disney-strips van het Engels naar het Nederlands. In de loop van de jaren groeide ze binnen de organisatie en werd uiteindelijk hoofdredacteur in 2016, als opvolger van Thom Roep. Onder Lommens leiding bleef Donald Duck een van de meest gelezen tijdschriften van Nederland, met een oplage van ruim 200.000 exemplaren en een wekelijks bereik van meer dan twee miljoen lezers.
Lommen moderniseerde het weekblad subtiel, onder het motto trends volgen, niet zetten. Zo kregen figuren als Donald Duck een mobiele telefoon (de Ei-Phone) en werd gebruikgemaakt van fictieve sociale netwerken als Snoetboek en WhatsKwek.
In 2016 initieerde zij het gebruik van vergeetwoorden in het blad. Ze was geïnspireerd geraakt door het Radio 1-programma De Taalstaat, waarop woorden werden gebruikt uit het Vergeetwoordenboek, zoals 'petoet' (gevangenis) en 'verfomfaaien' (verkreukelen).
In 2019 introduceerde de redactie onder Lommens leiding voor het eerst een lesbisch koppel in een Donald Duck-strip. Aanleiding was een brief van een tienjarig meisje, Fenna, die via het NOS Jeugdjournaal opmerkte dat er nog geen lhbt-koppels in Duckstad voorkwamen. In een achtergrondscène werden twee vrouwen getekend die elkaar verliefd aankeken. Deze stap werd gezien als een belangrijke bijdrage aan de representatie van diversiteit binnen het jeugdtijdschrift.

### Andere jeugdbladen
Naast Donald Duck was Lommen betrokken bij de redactionele leiding van andere jeugdbladen. Zo moderniseerde zij in 2008 het meidenblad Tina, waarbij de doelgroep werd verlaagd naar meisjes van 8 tot 12 jaar, de vormgeving werd aangepast en nieuwe stripreeksen werden geïntroduceerd.

## Invloed en nalatenschap
Lommens invloed strekt zich uit over verschillende generaties kinderen. Door klassieke figuren eigentijds te maken en maatschappelijke ontwikkelingen voorzichtig in Duckstad te verwerken, zorgde zij ervoor dat de Donald Duck relevant bleef in de 21e eeuw. Tegelijkertijd hield zij vast aan de optimistische en ondeugende toon van het blad, waarin humor en avontuur centraal staan en verhalen steevast goed aflopen. Haar streven om kinderen op een toegankelijke manier kennis te laten maken met taal en maatschappelijke thema’s heeft haar een blijvende plaats gegeven in de Nederlandse jeugdcultuur.
- International Standard Name Identifier: 0000 0003 8914 1338
- Nederlandse Thesaurus van Auteursnamen: 333152743
- Virtual International Authority File: 282486014